# Hexózy

Fisherova projekce vzorce glukózy od otevřeného po uzavřený řetězec.

Hexózy (dříve běžně hexosy) je obecný název monosacharidů s molekulárním vzorcem C6H12O6. Jejich uhlíkový řetězec obsahuje šest atomů uhlíku a karbonylovou funkční skupinu. Podle karbonylové funkční skupiny se dělí na aldohexózy a ketohexózy, přičemž obě obsahují chirální atomy uhlíku, které způsobují jejich optickou aktivitu. 
Stejně jako některé jiné monosacharidy existují hexózy ve dvou formách, s otevřeným (lineárním) řetězcem nebo uzavřeným (cyklickým) řetězcem, které se ve vodných roztocích snadno přeměňují jeden na druhý. Hexózy, stejně jako ostatní monosacharidy, se nejčastěji zobrazují pomocí Fisherovy projekce.
Hexózy jsou velmi důležité v biochemii. Nejznámějšími jsou glukóza (aldohexóza) a fruktóza (ketohexóza), které jsou stavebními kameny jiných sloučenin – škrobu, celulózy nebo glykosidů. Dalšími důležitými přírodními hexózami jsou D-galaktóza a D-manóza. Průmyslově je vyráběná L-sorbóza, která je důležitá pro syntézu vitamínu C.

## Aldohexózy
Aldohexózy mají karbonylovou skupinu v pozici 1 a mají čtyři chirální centra, takže existuje 16 stereoizomerů. V přírodě se ve větším množství vyskytují pouze D-glukóza, D-galaktóza a D-manóza. D-talóza se vyskytuje jako součást antibiotik.

Konfigurace D/L odkazuje na polohu skupiny -OH na atomu uhlíku a nemá žádný význam na znaménko rotace, tedy na směr optické aktivity.

Allóza
Altróza
Glukóza
Manóza
Gulóza
Idóza
Galaktóza
Talóza

## Ketohexózy
Ketohexózy mají karbonylovou skupinu v pozici 2 a mají tři chirální centra, takže existuje osm stereoizomerů. V přírodě se vyskytují pouze čtyři izomery D.

Konfigurace D/L odkazuje na polohu skupiny -OH na atomu uhlíku a nemá žádný význam na znaménko rotace, tedy na směr optické aktivity.

Psikóza
Fruktóza
Sorbóza
Tagatóza

## Cyklická forma
Uzavřená nebo cyklická forma hexóz vzniká, když karbonylová skupina reaguje s hydroxylem na jiném uhlíku a vytvoří mezi oběma uhlíky etherový most –O–. Vznikne cyklická molekula sestávající z jednoho atomu kyslíku a čtyř nebo pěti atomů uhlíku.
Pokud má cyklus pět atomů uhlíku (celkem šest), nazývá se uzavřená forma pyranóza, po cyklickém etheru tetrahydropyranu, který má stejnou kruhovou strukturu. Pokud má cyklus čtyři atomy uhlíku (celkem pět), nazývá se uzavřená forma furanóza po cyklické sloučenině tetrahydrofuranu. Konvenční číslování uhlíků v cyklu je stejné jako v otevřeném řetězci.
Tyto cyklické molekuly mohou mít dvě konfigurace v závislosti na poloze nového hydroxylu. Uzávěr změní karbonylový uhlík na chirální střed, který může mít dvě konfigurace v závislosti na poloze nového hydroxylu. Proto každá hexóza v lineární formě může produkovat dvě odlišné uzavřené formy označené předponami „α“ a „β“. 

Příklady nejznámějších pyranóz a furanóz:

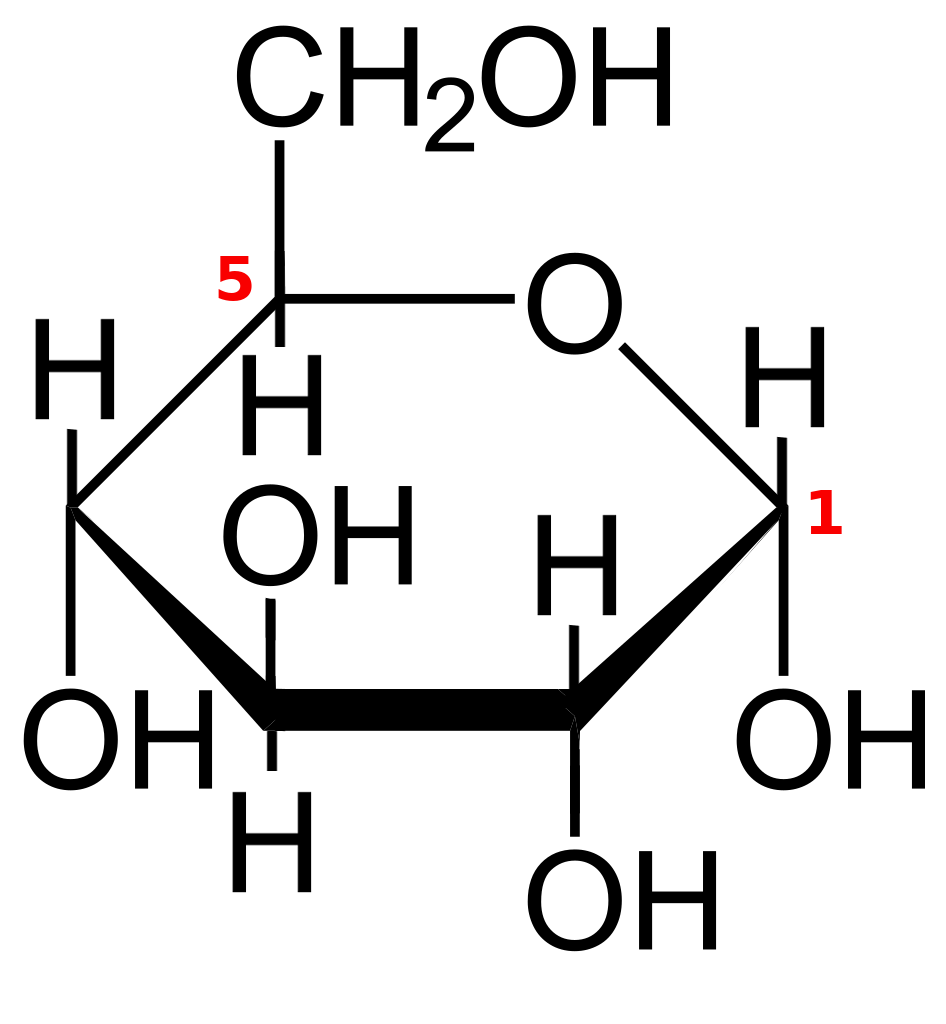
Alfa-D-glukopyranóza
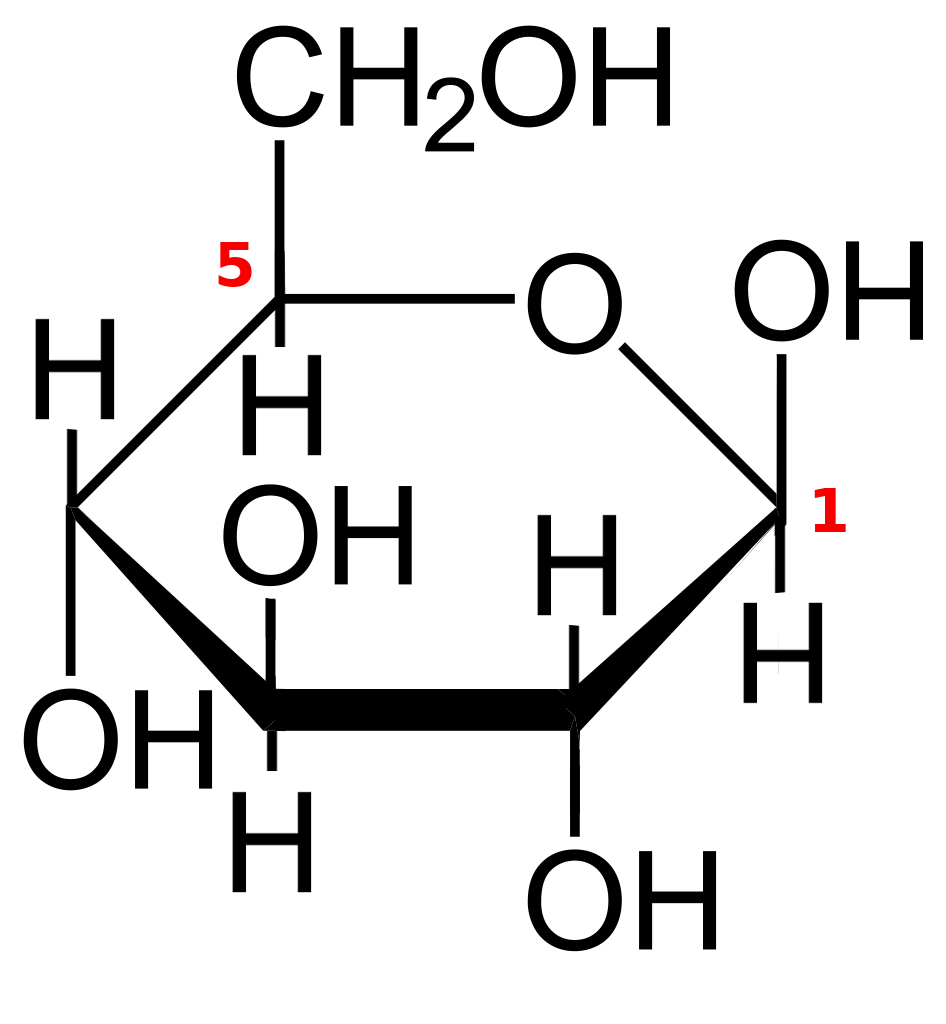
Beta-D-glucopyranóza
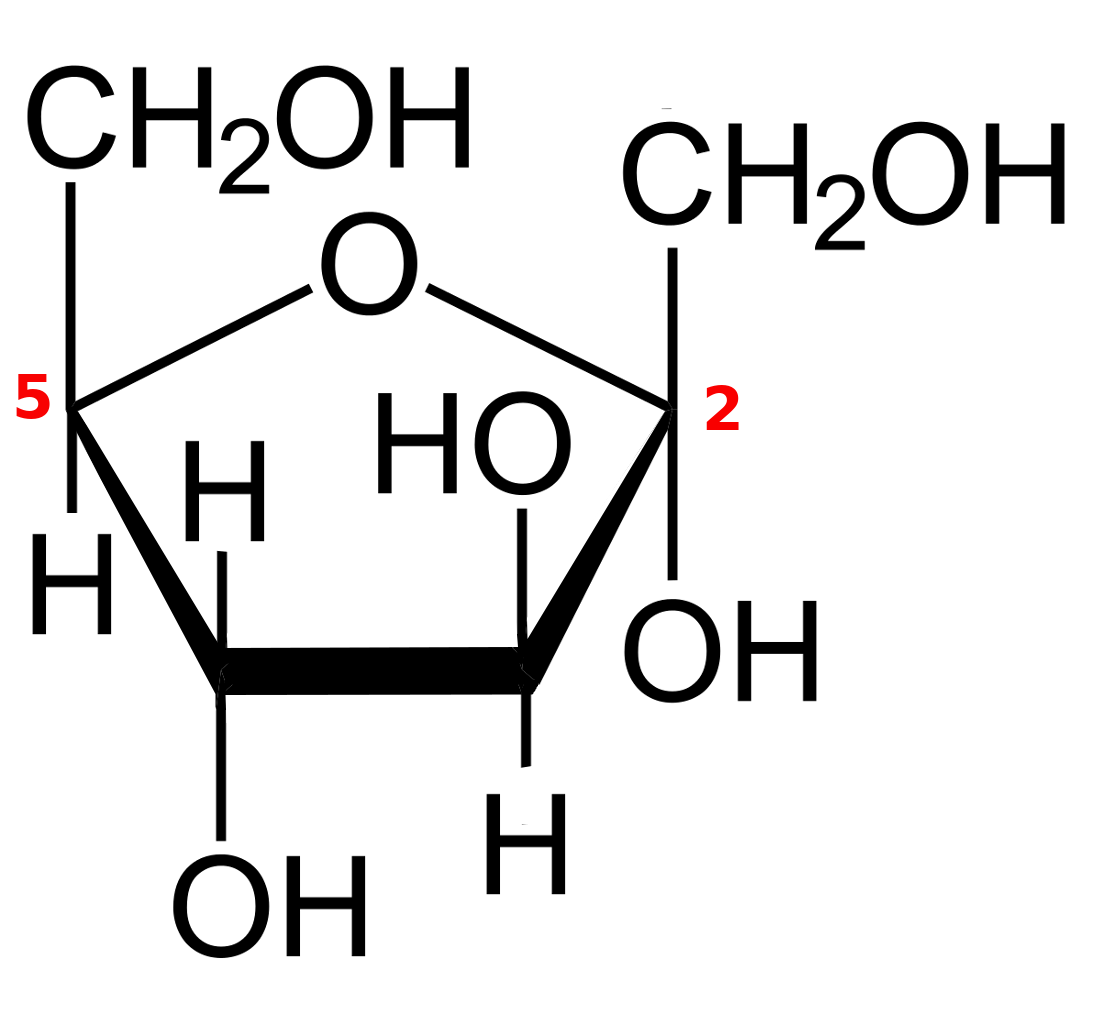
Alfa-D-fruktofuranóza
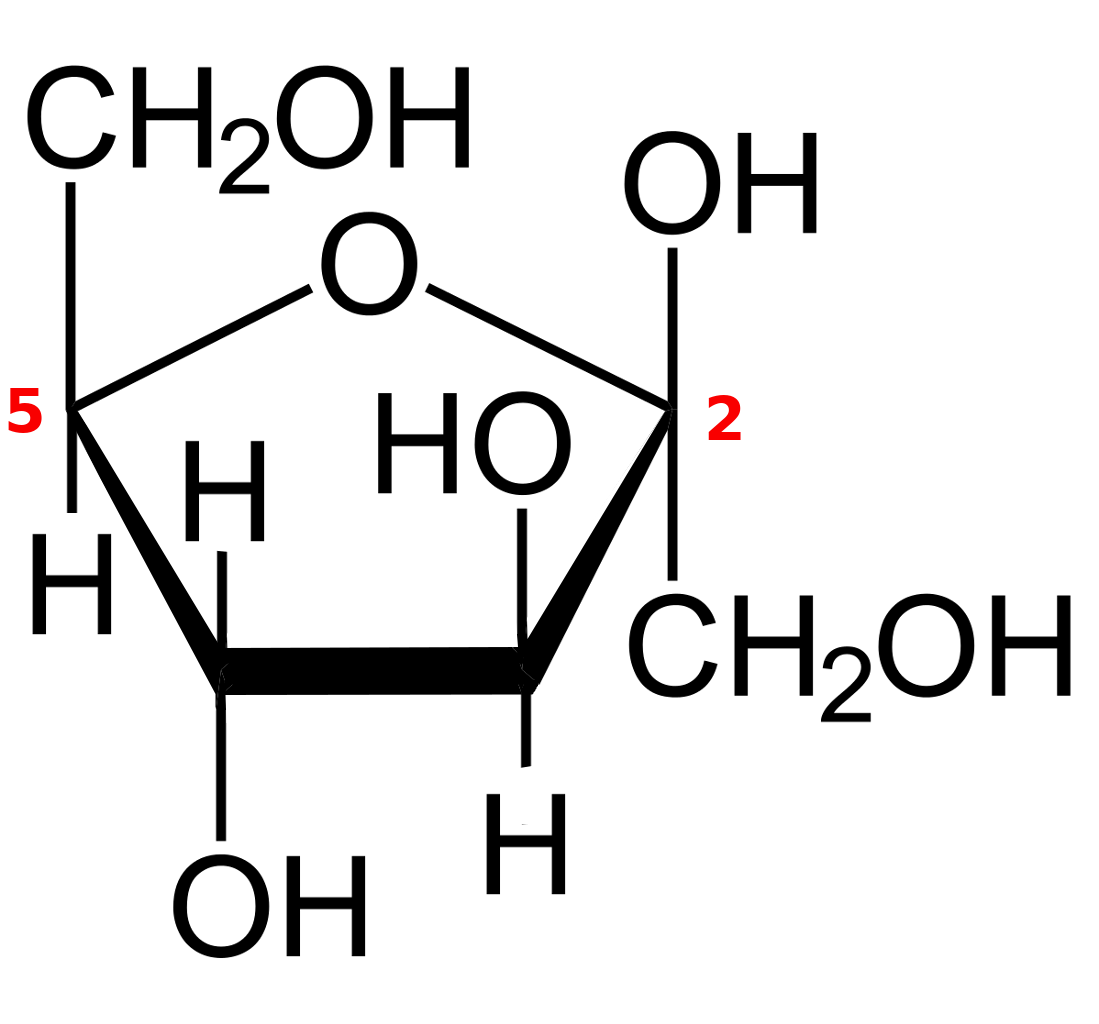
Beta-D-fruktofuranóza

V roce 1926 bylo objeveno, že hexózy v pevném krystalickém stavu mají cyklickou formu. Lineární forma nekrystalizuje a existuje pouze v malých množstvích ve vodních roztocích, kde je v rovnováze s cyklickou formou. Nicméně hraje zásadní úlohu jako mezistupeň mezi těmito formami.
Mutarotace je proces, kdy konfigurace „α“ a „β“ se mohou navzájem převést na formu s otevřeným řetězcem a následným uzavřením na opačnou konfiguraci.